# Sylvia Hinz
Sylvia Hinz (* 23. Dezember 1968) ist eine deutsche Blockflötistin, Ensembleleiterin und Dirigentin.

## Leben
Sylvia Hinz ist eine auf zeitgenössische Musik und Improvisation spezialisierte Blockflötistin. Sie studierte Blockflöte an der Universität der Künste Berlin bei Gerd Lünenbürger, experimentelle Musik bei Dieter Schnebel, Kammermusik bei Nigel North sowie Ensembleleitung und Dirigieren an der BAK Trossingen bei Wolfgang Rüdiger, René Schuh und anderen.
Sie spielt Soloprogramme und Konzerte mit Ensembles, Orchestern und auch in ungewöhnlichen Besetzungen, und kooperiert interdisziplinär mit Künstlern anderer Sparten,  (z. B. Malerei, Literatur, Skulptur). Sie unternahm Konzert-Reisen – z. B. nach Griechenland, Argentinien, Irland, Frankreich, Mexiko, Schottland, Italien, USA, Spanien, Niederlande, UK, Dänemark, Chile, Schweiz, Kanada und Bosnien – und ist Gründerin der Ensembles XelmYa und Umbratono.
Internationale Komponisten schrieben Stücke für sie, z. B. Mathias Spahlinger, Violeta Dinescu, Zeynep Gedizlioğlu, Jeanne Strieder, Matthias Kaul, Katia Tchemberdji und andere.